# 朴孝俊
朴 孝俊（パク・ヒョジュン、韓: 박효준、1996年4月7日 - ）は、大韓民国のソウル特別市出身のプロ野球選手（内野手）。右投左打。MLBのアトランタ・ブレーブス傘下所属。MLBでの登録名はHoy Park。

## 経歴

### プロ入りとヤンキース時代
2014年7月2日にアマチュア・フリーエージェントでニューヨーク・ヤンキースと契約してプロ入り。
2015年6月22日に傘下のルーキー級プラスキ・ヤンキースでプロデビューし、56試合に出場して打率.239、5本塁打、30打点の成績を記録した。
2016年はA級チャールストン・リバードッグスで116試合に出場して打率.225、2本塁打、34打点の成績を記録した。
2017年はA級チャールストンで開幕を迎えた。8月1日にA+級タンパ・ターポンズに昇格。2チーム合計で110試合に出場して打率.251、7本塁打、39打点の成績を記録した。
2018年はA+級タンパで開幕を迎えた。6月30日に6月29日に遡って7日間の故障者リストに登録された。7月13日に故障者リストから復帰した。最終的に103試合に出場して打率.258、6本塁打、34打点の成績を記録した。
2019年はAA級トレントン・サンダーで113試合に出場して打率.272、3本塁打、41打点の成績を記録した。オフの11月20日にAAA級スクラントン・ウィルクスバリ・レイルライダースへ昇格した。
2020年は新型コロナウイルスの影響でマイナーリーグのシーズンが中止となり、公式戦への出場はなかった。
2021年は傘下AA級サマセット・ペイトリオッツで開幕を迎え。5月18日にAAA級スクラントンへ昇格。7月16日にメジャー契約を結んでアクティブ・ロースター入りし、同日のボストン・レッドソックス戦にティム・ロカストロの代打で途中出場してメジャーデビューを果たした。21日にマイナー契約となった。

### パイレーツ時代
2021年7月26日にクレイ・ホームズとのトレードで、ディエゴ・カスティーヨと共にピッツバーグ・パイレーツへ移籍した。同日中に傘下のAAA級インディアナポリス・インディアンズへ配属され、翌日にアクティブ・ロースター入りした。7月31日にメジャー契約を結んでアクティブ・ロースター入りした。8月10日のセントルイス・カージナルス戦でJ.A.ハップからメジャー初本塁打を記録した。8月23日にオプションで傘下AAA級インディアナポリスへ降格した。8月31日に再びメジャーに昇格した。オフの12月3日に背番が「44」へ変更された。
2022年4月22日にオプションで傘下AAA級インディアナポリスへ降格した。5月29日に再びメジャーに昇格した。5月30日に再びオプションで傘下AAA級インディアナポリスへ降格した。7月13日に三度メジャーに昇格した。7月13日に三度目のオプションで傘下AAA級インディアナポリスへ降格した。9月7日にメジャーに昇格した。9月12日にオプションで傘下AAA級インディアナポリスへ降格した。オフの10月20日には母国韓国で開催予定だった「MLBコリアシリーズ」のMLB選抜に選出されたが、10月29日に中止となった。11月2日にDFAとなった。11月18日には第5回ワールド・ベースボール・クラシック（WBC）の韓国代表候補に選出された。

### ブレーブス時代
2022年11月23日にインメル・ロドとのトレードで、ボストン・レッドソックスへ移籍した。12月13日にDFAとなり、16日に後日発表選手とのトレードでアトランタ・ブレーブスへ移籍した。その後、28日に再びDFAとなった。

## 詳細情報

### 年度別打撃成績
| 年 度    | 球 団    | 試 合 | 打 席 | 打 数 | 得 点 | 安 打 | 二 塁 打 | 三 塁 打 | 本 塁 打 | 塁 打 | 打 点 | 盗 塁 | 盗 塁 死 | 犠 打 | 犠 飛 | 四 球 | 敬 遠 | 死 球 | 三 振 | 併 殺 打 | 打 率 | 出 塁 率 | 長 打 率 | O P S |
| -------- | -------- | ----- | ----- | ----- | ----- | ----- | -------- | -------- | -------- | ----- | ----- | ----- | -------- | ----- | ----- | ----- | ----- | ----- | ----- | -------- | ----- | -------- | -------- | ----- |
| 2021     | NYY      | 1     | 1     | 1     | 0     | 0     | 0        | 0        | 0        | 0     | 0     | 0     | 0        | 0     | 0     | 0     | 0     | 0     | 0     | 0        | .000  | .000     | .000     | .000  |
| 2021     | PIT      | 44    | 149   | 127   | 16    | 25    | 5        | 2        | 3        | 43    | 14    | 1     | 1        | 1     | 1     | 18    | 1     | 1     | 38    | 4        | .197  | .299     | .339     | .638  |
| '21計    | PIT      | 45    | 150   | 128   | 16    | 25    | 5        | 3        | 3        | 43    | 14    | 1     | 1        | 1     | 1     | 18    | 1     | 1     | 38    | 4        | .195  | .297     | .336     | .633  |
| 2022     | PIT      | 23    | 60    | 51    | 7     | 11    | 2        | 0        | 2        | 19    | 4     | 1     | 0        | 2     | 2     | 4     | 0     | 1     | 15    | 0        | .216  | .276     | .373     | .649  |
| MLB：2年 | MLB：2年 | 68    | 210   | 179   | 23    | 36    | 7        | 3        | 5        | 62    | 22    | 2     | 1        | 3     | 3     | 22    | 1     | 2     | 53    | 4        | .201  | .291     | .346     | .637  |

- 2022年度シーズン終了時

### 年度別守備成績
内野守備
| 年 度 | 球 団 | 二塁（2B） | 二塁（2B） | 二塁（2B） | 二塁（2B） | 二塁（2B） | 二塁（2B） | 三塁（3B） | 三塁（3B） | 三塁（3B） | 三塁（3B） | 三塁（3B） | 三塁（3B） | 遊撃（SS） | 遊撃（SS） | 遊撃（SS） | 遊撃（SS） | 遊撃（SS） | 遊撃（SS） |
| 年 度 | 球 団 | 試 合      | 刺 殺      | 補 殺      | 失 策      | 併 殺      | 守 備 率   | 試 合      | 刺 殺      | 補 殺      | 失 策      | 併 殺      | 守 備 率   | 試 合      | 刺 殺      | 補 殺      | 失 策      | 併 殺      | 守 備 率   |
| ----- | ----- | ---------- | ---------- | ---------- | ---------- | ---------- | ---------- | ---------- | ---------- | ---------- | ---------- | ---------- | ---------- | ---------- | ---------- | ---------- | ---------- | ---------- | ---------- |
| 2021  | PIT   | 16         | 24         | 30         | 1          | 9          | .982       | 9          | 5          | 11         | 0          | 2          | 1.000      | 8          | 5          | 13         | 0          | 4          | 1.000      |
| MLB   | MLB   | 16         | 24         | 30         | 1          | 9          | .982       | 9          | 5          | 11         | 0          | 2          | 1.000      | 8          | 5          | 13         | 0          | 4          | 1.000      |

外野守備
| 年 度 | 球 団 | 左翼（LF） | 左翼（LF） | 左翼（LF） | 左翼（LF） | 左翼（LF） | 左翼（LF） | 中堅（CF） | 中堅（CF） | 中堅（CF） | 中堅（CF） | 中堅（CF） | 中堅（CF） | 右翼（RF） | 右翼（RF） | 右翼（RF） | 右翼（RF） | 右翼（RF） | 右翼（RF） |
| 年 度 | 球 団 | 試 合      | 刺 殺      | 補 殺      | 失 策      | 併 殺      | 守 備 率   | 試 合      | 刺 殺      | 補 殺      | 失 策      | 併 殺      | 守 備 率   | 試 合      | 刺 殺      | 補 殺      | 失 策      | 併 殺      | 守 備 率   |
| ----- | ----- | ---------- | ---------- | ---------- | ---------- | ---------- | ---------- | ---------- | ---------- | ---------- | ---------- | ---------- | ---------- | ---------- | ---------- | ---------- | ---------- | ---------- | ---------- |
| 2021  | NYY   | -          | -          | -          | -          | -          | -          | -          | -          | -          | -          | -          | -          | 1          | 2          | 0          | 0          | 0          | 1.000      |
| 2021  | PIT   | 4          | 7          | 0          | 0          | 0          | 1.000      | 4          | 2          | 0          | 0          | 0          | 1.000      | 1          | 3          | 0          | 0          | 0          | 1.000      |
| '21計 | PIT   | 4          | 7          | 0          | 0          | 0          | 1.000      | 4          | 2          | 0          | 0          | 0          | 1.000      | 2          | 5          | 0          | 0          | 0          | 1.000      |
| MLB   | MLB   | 4          | 7          | 0          | 0          | 0          | 1.000      | 4          | 2          | 0          | 0          | 0          | 1.000      | 2          | 5          | 0          | 0          | 0          | 1.000      |

- 2021年度シーズン終了時

### 背番号
- 98（2021年 - 同年途中）
- 68（2021年途中 - 同年終了）
- 44（2022年）